# Wrecker
Wrecker (2015) é um filme de terror produzido no Canadá, dirigido por Micheal Bafaro e lançado diretamente em DVD no dia 5 de janeiro de 2016. Foi protagonizado por Anna Hutchison e Drea Whitburn.